# More Friends Over
『More Friends Over』（モア・フレンズ・オーバー）は、真野恵里菜の3枚目のアルバム。2012年3月28日発売。

## 概要
2011年に発売されたシングル曲「青春のセレナーデ」「My Days for You」2曲を含む全15曲が収録されている。初回限定盤にはDVDが付属している。内容は#DVDを参照。

## 収録曲
1. 純情警察K・I・S・S
作詞・作曲・編曲：manzo
サイレンから始まる曲[2]。真野はライブでの見せ方のイメージが湧いてくると語っている[2]。
2. Glory days
作詞：三浦徳子　作曲・編曲：はたけ
3. 青春のセレナーデ
作詞：三浦徳子　作曲：泰誠　編曲：河合英嗣
4. 〜「進行はミチコ」の時間1〜
5. 永遠〜黄昏交差点 time goes by〜
作詞：三浦徳子　作曲：本上遼　編曲：本上遼、原田勝通
シングル曲「黄昏交差点」の続編に当たる曲[3]。
6. 熱血先生
作詞：まこと　作曲：たいせー　編曲：高橋諭一
シャ乱Qのロスタイムに収録されている曲のカバー[3]。原曲の歌詞では「shibata先生」が登場するが、この曲では真野の学生時代(中学3年次)の担任の名前に変更されている[3]。
7. I have a dream
作詞：三浦徳子　作曲・編曲：はたけ
8. 〜「進行はミチコ」の時間2〜
9. バンザイ!〜人生はめっちゃワンダッホーッ!〜
作詞・作曲：本上遼　編曲：本上遼、原田勝通
どこか吹っ切れた盛り上がる曲[4]。
10. 風の薔薇〜歩いて地図をつくった男のウタ〜
作詞：三浦徳子　作曲：中島卓偉　編曲：高橋諭一
「歩いて地図をつくった男」とは伊能忠敬のことを指す[5]。真野は以前から尊敬している人として伊能の名前を挙げていた[5]。
11. あなたがいるから
作詞：牧穂エミ　作曲：はたけ　編曲：はたけ、HEYSKE
12. 〜「進行はミチコ」の時間3〜
13. My Days for You
作詞：NOBE　作曲：中島卓偉　編曲：鈴木俊介
14. 天気予報があたったら
作詞・作曲：光咲魁人　編曲：光咲魁人、山田翔太
このアルバムの中で真野が一番のお気に入り曲だとしている曲[3][2]。「イントロがいい」とのこと[3]。
15. 〜「進行は…」〜

## DVD
初回生産限定盤のDVDの内容は以下の通りである。
1. ドキドキベイビー/黄昏交差点 ジャケット撮影メイキング
2. More Friends Over ジャケット撮影メイキング
3. 天気予報があたったら(Music Video)
4. Glory days(Music Video)
5. 黄昏交差点 Music Video 撮影メイキング
6. ハロー!チャンネル 撮影メイキング（二十歳の誓い）